# Nicholas Evans (scrittore)
Nicholas Evans (Bromsgrove, 26 luglio 1950 – 9 agosto 2022) è stato un giornalista, scrittore, produttore televisivo e sceneggiatore inglese.

## Biografia
Nicholas Evans è nato e cresciuto in Worcestershire, Inghilterra. Ha studiato legge presso l'Università di Oxford, laureandosi con lode di prima classe, quindi ha lavorato come giornalista per un periodo di tre anni sull'Evening Chronicle di Newcastle. Si è poi trasferito in televisione, producendo film sulla politica degli Stati Uniti e il Medio Oriente per Weekeend World, un programma settimanale di attualità. Durante questo periodo ha viaggiato molto e conosciuto gli Stati Uniti.
Nel 1982 ha iniziato a produrre documentari su famosi scrittori, pittori e cineasti, molti dei quali hanno vinto premi internazionali (film su David Hockney, Francis Bacon, Patricia Highsmith). Nel 1983 ha fatto un film per il grande regista britannico David Lean (Lawrence d'Arabia, Il dottor Živago, ecc) diventato amico e mentore.
Nel decennio successivo, Evans scrive e produce una serie di film per la televisione e il cinema. 
Dall'incontro, avvenuto nel 1993 con un fabbro nel South West dell'Inghilterra inizia i lavori su quello che sarebbe stato il suo primo romanzo; l'uomo gli parla di persone con il dono della guarigione in casi di traumi da cadute da cavallo mormorando parole agli animali.
Pubblicato nell'autunno del 1995, L'uomo che sussurrava ai cavalli ha venduto circa 15 milioni di copie in tutto il mondo. Il romanzo fu il bestseller numero uno in classifica in circa 20 paesi e fu tradotto in 36 lingue. 
Anche il secondo e il terzo romanzo, Insieme con i lupi e Nel fuoco, grandi successi internazionali.
Viveva nel Devon con la moglie Charlotte Gordon Cumming, cantante e cantautrice, il cui ultimo album è ispirato a The Brave, ultimo romanzo del marito.
Nel 2008 Evans, la moglie e diversi altri parenti rimasero avvelenati dopo aver mangiato il Cortinarius rubellus, un fungo velenoso mortale, durante una vacanza in Scozia. Tutti dovettero sottoporsi a dialisi  e Evans fu operato per un trapianto di rene nel 2011 grazie al rene donato dalla figlia. Muore improvvisamente per un attacco cardiaco il 9 agosto 2022 a 72 anni.

## Romanzi
- L'uomo che sussurrava ai cavalli (The Horse Whisperer, 1995), trad. di Stefano Bortolussi, Collana Scala stranieri, Milano, Rizzoli, 1995, ISBN 978-88-176-7042-5.
- Insieme con i lupi (The Loop, 1998), trad. di Stefano Bortolussi, Collana Scala stranieri, Milano, Rizzoli, 1998, ISBN 978-88-176-8009-7.
- Nel fuoco (Smoke Jumper, 2001), trad. di M. Nicola, Collana Scala stranieri, Milano, Rizzoli, 2002, ISBN 978-88-178-6862-4.
- Quando il cielo si divide (The Divide, 2005), trad. di A. Romeo, Collana Scala stranieri, Milano, Rizzoli, 2006, ISBN 978-88-170-0862-4.
- Solo se avrai coraggio (The Brave, 2010), trad. di V. Zaffagnini, Milano, Rizzoli, 2010, ISBN 978-88-170-4372-4.

### Filmografia
- Arma segreta (Secret Weapon), regia di Ian Sharp (1990)
- L'uomo che sussurrava ai cavalli, regia di Robert Redford (1998)